# Лебане
Лебане је градско насеље у Србији и седиште истоимене општине у Јабланичком управном округу. Према попису из 2022. било је 8.025 становника.

## Историја
Од године 1882. Лебане је седиште Лебанске општине. Чине је 22 села са 476 кућа, од којих су половина Срби досељеници а половина Арнаути.
Указом Краља од 30. маја 1912. године насеље је добило статус варошице.

## Географија
Центар града је на надморској висини од 275,2 m, што је уједно и најнижа тачка у граду, док највиша тачка (врх брда Чукљеник) лежи на висини од 432 . Са својом површином од 337 2, Лебане спада у општине средње величине.
Град је смештен на ушћу Шуманке (Шуманске реке) у Јабланицу, која у даљем току пролази кроз Лесковачко поље и позната је као највећа сушица у Србији (пресушује у летњим и зимским месецима). Лебане се налази на магистралном путу Лесковац – Приштина, 21  југозападно од Лесковца, који је средиште Јабланичког округа.
Лебане спаја Јужно Поморавље са Косовом и Метохијом, а тиме и читав југоисток Србије са Јадранским морем, што га је (пре НАТО агресије) чинило значајном транзитном зоном. На повољан географски положај општине утиче и њена близина Нишу, који представља једно од главних саобраћајних чворишта Европе и граници Србије са Северном Македонијом, али и релативна близина ауто-пута (20 ).
Најближи суседи Лебана су општине: Медвеђа, Бојник и Лесковац.
Удаљеност од значајнијих српских градова:
- Београд 280 ,
- Ниш 65 ,
- Приштина 80 ,
- Лесковац 21 .

## Културно-историјски споменици
Најзначајнији историјски споменик у близини града је Царичин Град. Смештен 7  од Лебана, он представља остатке раног византијског града Јустинијана Прима. Град је саградио цар Јустинијан I, на месту свог рођења. Царичин град је најзначајнија туристичка атракција Лебана, али не и једина. Међу посећенијим локацијама је и Радан планина, која обилује бројним природним феноменима: Ђавоља Варош, Деливоде, вода која привидно тече узводно итд.
Овде се налази Основна школа Вук Караџић (Лебане).

Овде се налазе Запис крст код цркве (Лебане) и Запис храст (Лебане).

## Привреда
Општина Лебане спада у најнеразвијеније општине у Србији. Од пољопривреде најразвијеније је повртарство и ратарство. Некад интензивна индустрија током деведесетих скоро да је престала да постоји. Готово су угашени некадашњи гиганти − текстилна индустрија "15. мај − Експортекст“, „Трикотажа“, „Кожара“, металска индустрија "1. мај“, "8. новембар“, „Полет“, „ДГП Радан“, „Здравље - Погон тубе и дозе“.

## Спорт
Од спортских клубова у општини, најпознатији су ФК Радан, који је новембра 2006. год. прославио 80 година од оснивања, и клубови РК Радан, ОК Радан и општински Женски одбојкашки клуб. Од кошаркашких клубова постоји приватни клуб "Playmaker", који је уједно и школа кошарке, док је општински КК Радан већ годинама непостојећи. Током 2006. године била је актуелна иницијатива да се оснује општински атлетски клуб, али општа незаинтересованост и недостатак спортских терена и хале су били препрека. Од осталих спортова постоји општински карате клуб KK Радан и неколико приватних школа борилачких вештина.

## Демографија
У насељу Лебане живи 7575 пунолетних становника, а просечна старост становништва износи 36,1 година (35,3 код мушкараца и 36,8 код жена). У насељу има 3046 домаћинстава, а просечан број чланова по домаћинству је 3,28.
Ово насеље је великим делом насељено Србима (према попису из 2002. године).
|             | \| Демографија[3] \| Демографија[3] \| Демографија[3] \| \| Година \| Становника \| Становника \| \| -------------- \| -------------- \| -------------- \| \| 1948. \| 1.975 \| \| \| 1953. \| 2.103 \| \| \| 1961. \| 2.617 \| \| \| 1971. \| 5.889 \| \| \| 1981. \| 7.966 \| \| \| 1991. \| 9.528 \| 9.424 \| \| 2002. \| 10.004 \| 10.277 \| \| 2011. \| 9.272 \| \| \| 2022. \| 8.025 \| \| |            |
| Демографија | |            |
| Година      | Становника | Становника |
| 1948.       | 1.975 |            |
| 1953.       | 2.103 |            |
| 1961.       | 2.617 |            |
| 1971.       | 5.889 |            |
| 1981.       | 7.966 |            |
| 1991.       | 9.528 | 9.424      |
| 2002.       | 10.004 | 10.277     |
| 2011.       | 9.272 |            |
| 2022.       | 8.025 |            |

| Етнички састав према попису из 2002.‍ | Етнички састав према попису из 2002.‍ | Етнички састав према попису из 2002.‍ | Етнички састав према попису из 2002.‍ | Етнички састав према попису из 2002.‍ |
| ------------------------------------ | ------------------------------------ | ------------------------------------ | ------------------------------------ | ------------------------------------ |
|                                      |                                      |                                      |                                      |                                      |
| Срби                                 | Срби                                 |                                      | 9.241                                | 92,37%                               |
| Роми                                 | Роми                                 |                                      | 617                                  | 6,16%                                |
| Црногорци                            | Црногорци                            |                                      | 17                                   | 0,16%                                |
| Македонци                            | Македонци                            |                                      | 15                                   | 0,14%                                |
| Југословени                          | Југословени                          |                                      | 4                                    | 0,03%                                |
| Хрвати                               | Хрвати                               |                                      | 3                                    | 0,02%                                |
| Бугари                               | Бугари                               |                                      | 3                                    | 0,02%                                |
| Словенци                             | Словенци                             |                                      | 2                                    | 0,01%                                |
| Русини                               | Русини                               |                                      | 1                                    | 0,00%                                |
| Мађари                               | Мађари                               |                                      | 1                                    | 0,00%                                |
| Албанци                              | Албанци                              |                                      | 1                                    | 0,00%                                |
| непознато                            | непознато                            |                                      | 16                                   | 0,15%                                |

| Година пописа     | 1948. | 1953. | 1961. | 1971. | 1981. | 1991. | 2002. |
| ----------------- | ----- | ----- | ----- | ----- | ----- | ----- | ----- |
| Број домаћинстава | 523   | 492   | 738   | 1.734 | 2.263 | 2.685 | 3.046 |

| Број чланова      | 1   | 2   | 3   | 4   | 5   | 6   | 7  | 8 | 9 | 10 и више | Просек |
| ----------------- | --- | --- | --- | --- | --- | --- | -- | - | - | --------- | ------ |
| Број домаћинстава | 344 | 690 | 596 | 882 | 317 | 169 | 34 | 6 | 4 | 4         | 3,28   |

| Пол    | Укупно | Неожењен/Неудата | Ожењен/Удата | Удовац/Удовица | Разведен/Разведена | Непознато |
| ------ | ------ | ---------------- | ------------ | -------------- | ------------------ | --------- |
| Мушки  | 3.925  | 1.039            | 2.681        | 141            | 57                 | 7         |
| Женски | 4.111  | 709              | 2.750        | 475            | 169                | 8         |
| УКУПНО | 8.036  | 1.748            | 5.431        | 616            | 226                | 15        |

| Пол    | Укупно                    | Пољопривреда, лов и шумарство | Рибарство                            | Вађење руде и камена | Прерађивачка индустрија       |
| ------ | ------------------------- | ----------------------------- | ------------------------------------ | -------------------- | ----------------------------- |
| Мушки  | 1.983                     | 105                           | 0                                    | 5                    | 565                           |
| Женски | 1.374                     | 34                            | 0                                    | 0                    | 651                           |
| УКУПНО | 3.357                     | 139                           | 0                                    | 5                    | 1.216                         |
| Пол    | Производња и снабдевање   | Грађевинарство                | Трговина                             | Хотели и ресторани   | Саобраћај, складиштење и везе |
| Мушки  | 46                        | 306                           | 197                                  | 69                   | 53                            |
| Женски | 10                        | 31                            | 158                                  | 56                   | 11                            |
| УКУПНО | 56                        | 337                           | 355                                  | 125                  | 64                            |
| Пол    | Финансијско посредовање   | Некретнине                    | Државна управа и одбрана             | Образовање           | Здравствени и социјални рад   |
| Мушки  | 6                         | 30                            | 173                                  | 120                  | 66                            |
| Женски | 11                        | 21                            | 64                                   | 118                  | 123                           |
| УКУПНО | 17                        | 51                            | 237                                  | 238                  | 189                           |
| Пол    | Остале услужне активности | Приватна домаћинства          | Екстериторијалне организације и тела | Непознато            | Непознато                     |
| Мушки  | 44                        | 0                             | 0                                    | 198                  | 198                           |
| Женски | 20                        | 1                             | 0                                    | 65                   | 65                            |
| УКУПНО | 64                        | 1                             | 0                                    | 263                  | 263                           |

## Галерија
- Библиотека у Лебану
- Лебане 2019. године